# ماردان پالاس
ماردان پالاس (به انگلیسی: Mardan Palace) هتلی است در سال ۲۰۰۹ در منطقه لارا شهر آنتالیا افتتاح شد. برای ساخت این هتل بیش از ۱٫۴ میلیارد دلار هزینه شده‌است.
این هتل گرانترین و لوکس‌ترین هتل در منطقه اروپا و مدیترانه محسوب می‌شود.همچنین به علت مجلل بودن و به گفته تلمان اسماعیلوف در زمان تاسیس به مردان خان ( به انگلیسی:Mardan Khan ) معروف شده است.و استخر آن جزء بزرگترین استخرهای اروپا و آکواریم آن با بیش از ۲۴۰۰ ماهی جزء بزرگترین‌های اروپا محسوب می‌شوند.
این هتل دارای ۵۶۰ اتاق می‌باشد و برای ساخت ساحل اختصاصی آن بیش از ۹۰۰۰ تن شن و ماسه مرغوب از کشور مصر به کار گرفته شده‌است. ۱۰۰۰۰ متر مربع طلا، ۵۰۰۰۰۰ قطعه کریستال و بیش از ۲۳۰۰۰ متر مربع مرمر ایتالیایی در ساخت این بنا به کار گرفته شده‌است.این هتل مجلل دارای یکی از بزرگ‌ترین استخرهای قارهٔ اروپا است و به همراه ۸ رستوران منوی سفارشی، یک ساحل اختصاصی و اتاق‌های لوکس کاملاً مجهز، اوقات بیادماندنی برای شما رقم خواهد زد.